# Ozicrypta eungella
Ozicrypta eungella là một loài nhện trong họ Barychelidae. Loài này phân bố ờ Queensland.